# John Ashley
John Ashley (vers el 1734 – Londres, 2 de març de 1809), va ser el pare d'una notable família de músics que van florir cap al final del segle xviii.
El 7 d'abril de 1765 fou nomenat membre de la Royal Society of Musics. En la commemoració de Händel el 1784, va ser director assistent de Joah Bates. En la mateixa ocasió, el contrabaix va ser interpretat per un tal "Sr. Ashley de la Guàrdia", que de vegades se suposa que ha d'haver estat la mateixa persona, però era més probable que un altre membre de la família, possiblement, el seu germà Jane, que va néixer el 1740 i va morir a Westminster el 5 d'abril de 1809. John Ashley en 1795 va dur a terme la gestió dels concerts d'oratori al Covent Garden, on dirigí la primera execució del Rèquiem de Mozart i de La creació (Haydn). D'acord amb el llibre oficial que commemora el 300 aniversari del Gremi de Músics, va exercir com a mestre el 1804, l'any del seu bicentenari.
Richard Ashley (1775-1836), un dels fills de John Ashley, va ser un intèrpret en el violí, però no sembla haver fet cap gran carrera músic. Es va convertir en membre de la Royal Society of Musicians el 17 d'abril de 1796, i va morir a l'octubre de 1836. Richard va ser el pare de Charles Ashley Jane.
A més de Richard, John va tenir altres fills músics (General- John James i Charles Jane Ashley).